# توریس
توریس (به لاتین: Tõrise) یک روستا در استونی است که در دهستان کارما واقع شده‌است.